# Alphonse Maille
Alphonse Maille (* 1813 in Rouen; † 30. September 1865 in Paris) war ein französischer Botaniker. Sein offizielles botanisches Autorenkürzel lautet „Maille“.

## Leben
Maille kam aus einer angesehenen Familie in Rouen und studierte Jura. Daneben befasste er sich mit Botanik und war in Paris Schüler von Adrien de Jussieu. Sein bedeutendes Herbarium wurde nach seinem Tod von Jean-Louis Kralik katalogisiert, bevor es aufgeteilt und an andere Sammler verkauft wurde (als Reliquiae Mailleanae). Maille selbst veröffentlichte kaum. Maille sammelte außer in Frankreich auch in Syrien.
Er war 1854 Gründungsmitglied der französischen botanischen Gesellschaft.
Die Gattung der Süßgräser Maillea ist ihm zu Ehren benannt (heute ein  Synonym der Gattung Phleum).